# Laugarbakki
Laugarbakki – miejscowość w północno-zachodniej części Islandii, na prawym brzegu rzeki Miðfjarðará, w pobliżu jej ujścia do fiordu Miðfjörður. Wchodzi w skład gminy Húnaþing vestra, położonej w regionie Norðurland vestra. Położona jest około 7 km na południe od siedziby gminy Hvammstangi. W jej pobliżu przebiega droga krajowa nr 1. Na początku 2018 roku zamieszkiwało ją 57 osób. 
Pierwszy dom powstał w Laugarbakki w 1933. W 1970 wybudowano tutaj dużą szkołę z internatem, w której obecnie działa hotel. W miejscowości znajduje się sklep, basen oraz dom kultury.  